# Кастильоне Месер Марино
Кастильо̀не Месѐр Марѝно (на италиански: Castiglione Messer Marino, на местен диалект lu Cuastegliàune, лу Куастеляунъ) е село и община в Южна Италия, провинция Киети, регион Абруцо. Разположен е на 1000 m надморска височина. Населението на общината е 1863 души (към 2012 г.).